# Larry Horaeb
Larry Horaeb (Windhoek, 12 novembre 1991) è un calciatore namibiano, difensore dell'Ongos e della nazionale namibiana.

## Carriera

### Club
Ha giocato nel campionato sudafricano e namibiano.

### Nazionale
Nel 2019 viene convocato con la nazionale namibiana per la Coppa d'Africa.

## Statistiche

### Cronologia presenze e reti in Nazionale
| Cronologia completa delle presenze e delle reti in nazionale ― Namibia | Cronologia completa delle presenze e delle reti in nazionale ― Namibia | Cronologia completa delle presenze e delle reti in nazionale ― Namibia | Cronologia completa delle presenze e delle reti in nazionale ― Namibia | Cronologia completa delle presenze e delle reti in nazionale ― Namibia | Cronologia completa delle presenze e delle reti in nazionale ― Namibia | Cronologia completa delle presenze e delle reti in nazionale ― Namibia | Cronologia completa delle presenze e delle reti in nazionale ― Namibia |
| Data                                                                   | Città                                                                  | In casa                                                                | Risultato                                                              | Ospiti                                                                 | Competizione                                                           | Reti                                                                   | Note                                                                   |
| ---------------------------------------------------------------------- | ---------------------------------------------------------------------- | ---------------------------------------------------------------------- | ---------------------------------------------------------------------- | ---------------------------------------------------------------------- | ---------------------------------------------------------------------- | ---------------------------------------------------------------------- | ---------------------------------------------------------------------- |
| 23-06-2019                                                             | Il Cairo                                                               | Marocco                                                                | 1 – 0                                                                  | Namibia                                                                | Coppa d'Africa 2019 - 1º turno                                         | -                                                                      |                                                                        |
| 28-06-2019                                                             | Il Cairo                                                               | Sudafrica                                                              | 1 – 0                                                                  | Namibia                                                                | Coppa d'Africa 2019 - 1º turno                                         | -                                                                      | 71’                                                                    |
| 01-07-2019                                                             | Il Cairo                                                               | Namibia                                                                | 1 – 4                                                                  | Costa d'Avorio                                                         | Coppa d'Africa 2019 - 1º turno                                         | -                                                                      |                                                                        |
| 04-09-2019                                                             | Asmara                                                                 | Eritrea                                                                | 1 – 2                                                                  | Namibia                                                                | Qual. Mondiali 2022                                                    | -                                                                      |                                                                        |
| 10-09-2019                                                             | Windhoek                                                               | Namibia                                                                | 2 – 0                                                                  | Eritrea                                                                | Qual. Mondiali 2022                                                    | -                                                                      |                                                                        |
| 22-09-2019                                                             | Antananarivo                                                           | Madagascar                                                             | 1 – 0                                                                  | Namibia                                                                | African Nations Championship 2019 - 3º turno                           | -                                                                      |                                                                        |
| 13-11-2019                                                             | Windhoek                                                               | Namibia                                                                | 2 – 1                                                                  | Ciad                                                                   | Qual. Coppa d'Africa 2021                                              | -                                                                      | 36’                                                                    |
| 08-10-2020                                                             | Phokeng                                                                | Sudafrica                                                              | 1 – 1                                                                  | Namibia                                                                | Amichevole                                                             | -                                                                      |                                                                        |
| 13-11-2020                                                             | Bamako                                                                 | Mali                                                                   | 1 – 0                                                                  | Namibia                                                                | Qual. Coppa d'Africa 2021                                              | -                                                                      | 6’ 68’                                                                 |
| 17-11-2020                                                             | Windhoek                                                               | Namibia                                                                | 1 – 2                                                                  | Mali                                                                   | Qual. Coppa d'Africa 2021                                              | -                                                                      |                                                                        |
| 13-07-2021                                                             | Port Elizabeth                                                         | Malawi                                                                 | 1 – 1                                                                  | Namibia                                                                | COSAFA Cup 2021 - 1º turno                                             | -                                                                      | 46’ 50’                                                                |
| 09-10-2021                                                             | Thiès                                                                  | Senegal                                                                | 4 – 1                                                                  | Namibia                                                                | Qual. Mondiali 2022                                                    | -                                                                      | 46’                                                                    |
| 12-10-2021                                                             | Johannesburg                                                           | Namibia                                                                | 1 – 3                                                                  | Senegal                                                                | Qual. Mondiali 2022                                                    | -                                                                      | 77’                                                                    |
| Totale                                                                 |                                                                        | Presenze                                                               | 13                                                                     |                                                                        | Reti                                                                   | 0                                                                      |                                                                        |